# 报价函
报价函是财经应用文里面的一个专业名词，也可以看作是一种应用文。指在经济活动中由卖方向买方提供某项商品的有关交易条件或具体价格所写的信函，它也是经贸磋商交易的第二个程序“发盘”或“报盘”阶段使用的信函。一般来说，只有收到询价函，才会有报价函。

## 格式

### 标题
直接写上“报价函”或者“关于xx的报价”。

### 称呼语
顶格写上收函公司的名称或个人姓名。

### 正文
正文有两种情况：主动报价和回复对方的报价。如果询价函里面没有询问价格，那就属于主动报价；如果询价函里面询问了价格，那就属于回复对方的报价。首句有固定格式：收悉贵公司x月x日的函。

### 结束语
希望对方能回购。一般用“静候佳音”、“期盼合作成功”等语言。

### 落款
应该写明发函公司的全称并盖章或者署个人姓名，同时写上日期。